# Муравьёв, Алексей Тимофеевич
Алексей Тимофеевич Муравьёв (1915—1975) — советский военный. Участник Великой Отечественной войны. Герой Советского Союза (1943).

## Биография
Родился 20 марта 1915 года в деревне Колтоменье Ардатовского уезда (ныне — Ардатовский район Нижегородской области) в семье крестьянина. Русский. В 1929 году окончил семь классов. Оставшись без отца, помогал матери по хозяйству, работал в колхозе, затем три года слесарем на металлургическом заводе в городе Кулебаки (той же области).
В 1936 году был призван в Красную армию Выксунским райвоенкоматом. После прохождения срочной службы окончил годичные курсы младших лейтенантов, а в 1941 году — Ленинградскую высшую офицерскую школу. Война застала командира батареи лейтенанта Муравьева на Кавказе. В 1942 году окончил артиллерийские курсы усовершенствования командного состава.

## Подвиг
На фронте с июля 1942 года. Член ВКП(б) с 1943 года. Командовал батареей 206-го гвардейского лёгкого артиллерийского полка, участвовал в боях под Сталинградом, Курском. Особо отличился при форсировании реки Днепр.
В ночь на 25 сентября 1943 года с тремя бойцами на плоту гвардии капитан Муравьев переправился на остров в районе села Толокунь (Вышгородский район Киевской области). Следом были переправлены орудия батареи. Огнём своей батареи гвардии капитан Муравьёв обеспечил захват и удержание плацдарма на правом берегу реки. В боях на плацдарме артиллеристы Муравьева подбили 30 танков и бронетранспортёров.
Указом Президиума Верховного Совета СССР от 17 октября 1943 года за мужество и героизм, проявленные при форсировании Днепра и удержании плацдарма на правом берегу, гвардии капитану Муравьёву Алексею Тимофеевичу присвоено звание Героя Советского Союза с вручением ордена Ленина и медали «Золотая Звезда» (№ 1912).
В дальнейшем отважный артиллерист участвовал в боях за освобождение Польши, штурмовал Кёнигсберг. За годы войны был шесть раз ранен. Последнее ранение в апреле 1945 года под Кёнигсбергом было тяжёлым, и на фронт артиллерист больше не вернулся.

## После войны
После войны — в запасе. Жил в городе Москве. Долгое время работал на киностудии Мосфильм. Скончался 24 февраля 1975 года. Похоронен на Введенском кладбище (14-й участок).

## Награды
- Герой Советского Союза (медаль № 1912, 17.10.1943[1])
- орден Ленина (17.10.1943[1])
- орден Красного Знамени (13.08.1943[2])
- орден Александра Невского (01.09.1944[3])
- орден Отечественной войны I степени (21.02.1945[4])
- орден Отечественной войны I степени (24.12.1942[5])
- медаль «В ознаменование 100-летия со дня рождения Владимира Ильича Ленина»
- медаль «За оборону Сталинграда» (22.12.1942)
- медаль «За победу над Германией в Великой Отечественной войне 1941—1945 гг.» (07.05.1945[6])
- юбилейная медаль «Двадцать лет Победы в Великой Отечественной войне 1941—1945 гг.»

## Память
- Памятная доска установлена в городе Кулебаки Нижегородской области на Стене Героев на мемориальном комплексе площади Победы

- Памятная доска на Стене Героев в Кулебаках